# Alioramus
Alioramus („Jiná větev“) byl rod masožravého tyranosaurida z kladu Alioramini, žijícího v období pozdní křídy na území střední a východní Asie (například proslulé geologické souvrství Nemegt).

## Popis
Jeho délka se pohybovala kolem 6 metrů. Časově se zařazuje do období pozdní křídy (asi před 70 až 66 miliony let). Od tyranosaura se Alioramus vzhledově lišil tvarem lebky, měl prodloužený čenich a jeho čelisti byly slabší. Mezi nozdrami a očima se nacházelo několik kostěných výrůstků, které snad používal během námluv. Pokud je tomu tak, mohli je mít pouze samci. Alioramus se živil jako aktivní lovec, mohl se však živit také mršinami. Fosilní nálezy tohoto druhu dinosaura pocházejí z Asie (Mongolsko).

## Nový druh
V říjnu roku 2009 byl oznámen objev nového druhu tohoto rodu, A. altai. Je znám podle kompletnějšího materiálu, který prokázal, že šlo o lehkého (asi 370 kg vážícího) tyranosaurida s "rohatou" štíhlou hlavou. Byl zřejmě rychlým běžcem, žijícím na území dnešního Mongolska. První fosilie nového druhu byly objeveny již v roce 2001. Podle některých odborníků je však A. altus stejným druhem jako A. remotus a navíc se možná v obou případech jedná o nedospělý exemplář rodu Tarbosaurus.

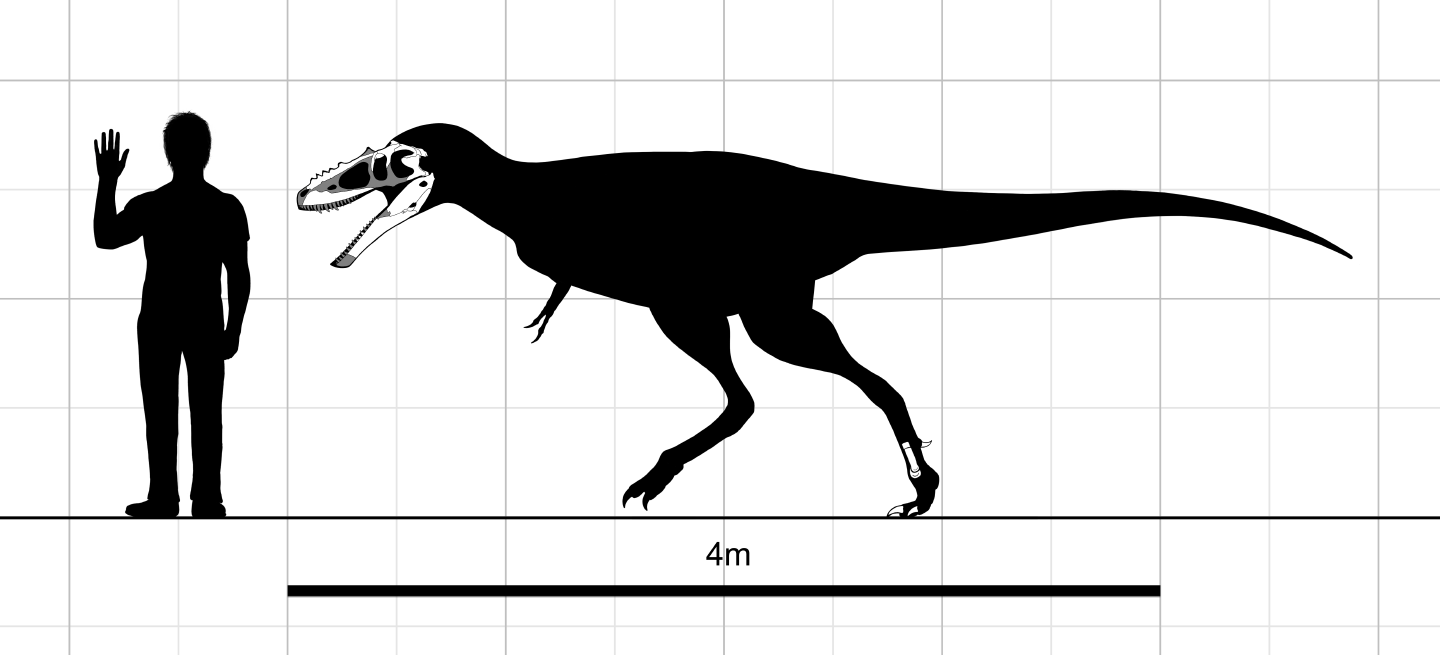
Velikost aliorama v poměru k dospělému člověku.